# Peeples Valley
Peeples Valley is een plaats (census-designated place) in de Amerikaanse staat Arizona, en valt bestuurlijk gezien onder Yavapai County.

## Demografie
Bij de volkstelling in 2000 werd het aantal inwoners vastgesteld op 374.

## Geografie
Volgens het United States Census Bureau beslaat de plaats een oppervlakte van
38,8 km², geheel bestaande uit land. Peeples Valley ligt op ongeveer 1361 m boven zeeniveau.

## Plaatsen in de nabije omgeving
De onderstaande figuur toont nabijgelegen plaatsen in een straal van 48 km rond Peeples Valley.